# Cut the World
Cut the World è un album dal vivo del gruppo musicale Antony and the Johnsons, pubblicato nel 2012.

## Tracce
1. Cut the World – 4:19
2. Future Feminism – 7:35
3. Cripple and the Starfish – 5:32
4. You Are My Sister – 4:20
5. Swanlights – 7:18
6. Epilepsy Is Dancing – 2:57
7. Another World – 5:26
8. Kiss My Name – 4:07
9. I Fell in Love with a Dead Boy – 4:51
10. Rapture – 4:47
11. The Crying Light – 3:21
12. Twilight – 6:09